# Dyskografia Seventeen
Dyskografia Seventeen – południowokoreańskiej grupy – obejmuje cztery albumy studyjne, trzy reedycje, 12 minialbumów i 21 singli. Od debiutu Seventeen sprzedali łącznie ponad 19 milionów egzemplarzy wszystkich swoich albumów. 

## Albumy

### Albumy studyjne
| Rok                                            | Dane dot. albumu | Najwyższa pozycja | Najwyższa pozycja | Najwyższa pozycja | Najwyższa pozycja | Najwyższa pozycja | Najwyższa pozycja | Najwyższa pozycja | Sprzedaż                                        |
| Rok                                            | Dane dot. albumu | KOR (Circle)      | JPN (Oricon)      | JPN Hot           | US                | US Heat.          | US Ind.           | US World Albums   | Sprzedaż                                        |
| Koreańskie                                     | Koreańskie | Koreańskie        | Koreańskie        | Koreańskie        | Koreańskie        | Koreańskie        | Koreańskie        | Koreańskie        | Koreańskie                                      |
| ---------------------------------------------- | --- | ----------------- | ----------------- | ----------------- | ----------------- | ----------------- | ----------------- | ----------------- | ----------------------------------------------- |
| 2016                                           | Love & Letter - Wydany: 25 kwietnia 2016 - Wytwórnia: Pledis Entertainment - Format: CD, digital download             | 1                 | 8                 | –                 | –                 | 5                 | 42                | 3                 | - KOR: 326 879+ - JPN: 80 742+                  |
| 2017                                           | Teen, Age - Wydany: 6 listopada 2017 - Wytwórnia: Pledis Entertainment - Format: CD, digital download                 | 1                 | 5                 | 25                | –                 | 8                 | 41                | 1                 | - KOR: 742 249+ - JPN: 70 996+                  |
| 2019                                           | An Ode - Wydany: 16 września 2019 - Wytwórnia: Pledis Entertainment - Format: CD, digital download                    | 1                 | 1                 | 7                 | –                 | 25                | –                 | 7                 | - KOR: 1 588 132+ - JPN: 242 770+               |
| 2022                                           | Face the Sun - Wydany: 27 maja 2022 - Wytwórnia: Pledis Entertainment - Format: CD, digital download                  | 1                 | 1                 | 1                 | 7                 | –                 | –                 | 1                 | - KOR: 4 241 364+ - JPN: 511 369+ - US: 74 000+ |
| Wydania ponowne                                | |                   |                   |                   |                   |                   |                   |                   |                                                 |
| 2016                                           | Love & Letter Repackage Album - Wydany: 4 lipca 2016 - Wytwórnia: Pledis Entertainment - Format: CD, digital download | 1                 | 6                 | –                 | –                 | –                 | –                 | –                 | - KOR: 228 635+                                 |
| 2018                                           | Director’s Cut - Wydany: 5 lutego 2018 - Wytwórnia: Pledis Entertainment - Format: CD, digital download               | 1                 | 2                 | 19                | –                 | 2                 | 19                | 2                 | - KOR: 352 277+ - JPN: 34 957+                  |
| 2022                                           | Sector 17 - Wydany: 7 lipca 2022 - Wytwórnia: Pledis Entertainment - Format: CD, digital download                     | 1                 | 1                 | 1                 | 4                 | –                 | –                 | 1                 | - KOR: 1 922 818+ - JPN: 290 052+ - US: 31 000+ |
| "–" oznacza, że wydawnictwo nie było notowane. | |                   |                   |                   |                   |                   |                   |                   |                                                 |

### Albumy kompilacyjne
| Rok  | Dane dot. albumu                                                                                             | Najwyższa pozycja | Najwyższa pozycja | Najwyższa pozycja | Najwyższa pozycja | Najwyższa pozycja | Najwyższa pozycja | Sprzedaż                          |
| Rok  | Dane dot. albumu                                                                                             | KOR (Circle)      | GER               | JPN (Oricon)      | JPN Hot           | US                | US World Albums   | Sprzedaż                          |
| ---- | --- | ----------------- | ----------------- | ----------------- | ----------------- | ----------------- | ----------------- | --------------------------------- |
| 2016 | 17 Hits - Wydany: 16 października 2016 - Wytwórnia: Warner Music Taiwan - Format: CD, digital download       | –                 | –                 | 66                | –                 | –                 | –                 | - JPN: 1841+                      |
| 2023 | Always Yours - Wydany: 23 sierpnia 2023 - Wytwórnia: Hybe Labels Japan - Format: CD, digital download        | –                 | –                 | 1                 |                   | –                 | –                 | - JPN: 511 887+                   |
| 2024 | 17 Is Right Here - Wydany: 29 kwietnia 2024 - Wytwórnia: Pledis Entertainment - Format: CD, digital download | 1                 | 13                | 1                 | 1                 | 5                 | 1                 | - KOR: 3 234 219+ - JPN: 333 267+ |

### Minialbumy
| Rok                                            | Dane dot. albumu                                                                                                   | Najwyższa pozycja | Najwyższa pozycja | Najwyższa pozycja | Najwyższa pozycja | Najwyższa pozycja | Najwyższa pozycja | Najwyższa pozycja | Sprzedaż                                         |
| Rok                                            | Dane dot. albumu                                                                                                   | KOR (Circle)      | JPN (Oricon)      | JPN Hot           | US                | US Heat.          | US Ind.           | US World Albums   | Sprzedaż                                         |
| Koreańskie                                     | Koreańskie | Koreańskie        | Koreańskie        | Koreańskie        | Koreańskie        | Koreańskie        | Koreańskie        | Koreańskie        | Koreańskie                                       |
| ---------------------------------------------- | --- | ----------------- | ----------------- | ----------------- | ----------------- | ----------------- | ----------------- | ----------------- | ------------------------------------------------ |
| 2015                                           | 17 Carat - Wydany: 29 maja 2015 - Wytwórnia: Pledis Entertainment - Format: CD, digital download                   | 4                 | –                 | –                 | –                 | –                 | –                 | 8                 | - KOR: 168 067+                                  |
| 2015                                           | Boys Be - Wydany: 10 września 2015 - Wytwórnia: Pledis Entertainment - Format: CD, digital download                | 2                 | 35                | –                 | –                 | –                 | –                 | 1                 | - KOR: 332 672+                                  |
| 2016                                           | Going Seventeen - Wydany: 5 grudnia 2016 - Wytwórnia: Pledis Entertainment - Format: CD, digital download          | 1                 | 4                 | –                 | –                 | 9                 | –                 | 3                 | - KOR: 458 966+ - JPN: 53 853+                   |
| 2017                                           | Al1 - Wydany: 22 maja 2017 - Wytwórnia: Pledis Entertainment - Format: CD, digital download                        | 1                 | 3                 | –                 | –                 | 10                | 26                | 3                 | - KOR: 490 522+ - JPN: 59 017                    |
| 2018                                           | You Make My Day - Wydany: 16 lipca 2018 - Wytwórnia: Pledis Entertainment - Format: CD, digital download           | 1                 | 2                 | 16                | –                 | 7                 | 27                | 3                 | - KOR: 431 948+ - JPN: 135 604                   |
| 2019                                           | You Made My Dawn - Wydany: 21 stycznia 2019 - Wytwórnia: Pledis Entertainment - Format: CD, digital download       | 1                 | 1                 | 8                 | –                 | 13                | 30                | 4                 | - KOR: 523 715+ - JPN: 171 623+                  |
| 2020                                           | Heng:garæ - Wydany: 22 czerwca 2020 - Wytwórnia: Pledis Entertainment - Format: CD, digital download               | 1                 | 1                 | 3                 | –                 | –                 | –                 | 14                | - KOR: 1 755 844+ - JPN: 217 286+                |
| 2020                                           | Semicolon - Wydany: 19 października 2020 - Wytwórnia: Pledis Entertainment - Format: CD, digital download          | 1                 | 2                 | 12                | –                 | –                 | –                 | –                 | - KOR: 1 244 773+ - JPN: 176 387+                |
| 2021                                           | Your Choice - Wydany: 18 czerwca 2021 - Wytwórnia: Pledis Entertainment - Format: CD, digital download             | 1                 | 2                 | 2                 | 15                | –                 | –                 | 1                 | - KOR: 1 592 773+ - JPN: 188 242+                |
| 2021                                           | Attacca - Wydany: 22 października 2021 - Wytwórnia: Pledis Entertainment - Format: CD, digital download            | 1                 | 1                 | 1                 | 13                | –                 | –                 | 1                 | - KOR: 2 616 224+ - JPN: 340 410 - US: 25 000+   |
| 2023                                           | FML - Wydany: 24 kwietnia 2023 - Wytwórnia: Pledis Entertainment - Format: CD, digital download                    | 1                 | 1                 | 1                 | 2                 | –                 | –                 | 1                 | - KOR: 6 186 487+ - JPN: 551 614+ - US: 132 000+ |
| 2023                                           | Seventeenth Heaven - Wydany: 23 października 2023 - Wytwórnia: Pledis Entertainment - Format: CD, digital download | 1                 | 1                 | 1                 | 2                 | –                 | –                 | 1                 | - KOR: 5 341 956+ - JPN: 484 782 - US: 98 000+   |
| Japońskie                                      | |                   |                   |                   |                   |                   |                   |                   |                                                  |
| 2018                                           | We Make You - Wydany: 30 maja 2018 - Wytwórnia: Pledis Japan - Format: CD, digital download                        | –                 | 2                 | 2                 | –                 | –                 | –                 | –                 | - JPN: 152 403+                                  |
| 2020                                           | 24H - Wydany: 9 września 2020 - Wytwórnia: Pledis Japan - Format: CD, digital download                             | –                 | 1                 | 1                 | –                 | –                 | –                 | –                 | - JPN: 313 998+                                  |
| 2022                                           | Dream - Wydany: 9 listopada 2022 - Wytwórnia: Hybe Labels Japan - Format: CD, digital download                     | –                 | 1                 | 1                 | –                 | –                 | –                 | –                 | - JPN: 755 476+                                  |
| "–" oznacza, że wydawnictwo nie było notowane. | |                   |                   |                   |                   |                   |                   |                   |                                                  |

## Single
| Rok                                                       | Tytuł                                   | Najwyższa pozycja | Najwyższa pozycja | Najwyższa pozycja | Najwyższa pozycja | Najwyższa pozycja | Najwyższa pozycja | Najwyższa pozycja | Album              |
| Rok                                                       | Tytuł                                   | KOR               | KOR               | JPN               | JAP Hot           | NZ Hot            | US World          | WW                | Album              |
| Rok                                                       | Tytuł                                   | Circle            | Songs             | JPN               | JAP Hot           | NZ Hot            | US World          | WW                | Album              |
| Koreańskie                                                | Koreańskie                              | Koreańskie        | Koreańskie        | Koreańskie        | Koreańskie        | Koreańskie        | Koreańskie        | Koreańskie        | Koreańskie         |
| --------------------------------------------------------- | --------------------------------------- | ----------------- | ----------------- | ----------------- | ----------------- | ----------------- | ----------------- | ----------------- | ------------------ |
| 2015                                                      | „Adore U” (아낀다)                      | –                 | –                 | –                 | –                 | –                 | 13                | –                 | 17 Carat           |
| 2015                                                      | „Mansae” (만세)                         | 94                | –                 | –                 | –                 | –                 | 5                 | –                 | Boys Be            |
| 2016                                                      | „Pretty U” (예쁘다)                     | 11                | –                 | –                 | –                 | –                 | 4                 | –                 | Love & Letter      |
| 2016                                                      | „Very Nice” (아주 NICE)                 | 22                | 57                | –                 | –                 | –                 | 2                 | –                 | Love & Letter      |
| 2016                                                      | „Boom Boom” (붐붐)                      | 16                | –                 | –                 | –                 | –                 | 5                 | –                 | Going Seventeen    |
| 2017                                                      | „Don't Wanna Cry” (울고 싶지 않아)      | 12                | 1                 | –                 | –                 | –                 | 3                 | –                 | Al1                |
| 2017                                                      | „Clap” (박수)                           | 11                | 3                 | –                 | 50                | –                 | 4                 | –                 | Teen, Age          |
| 2018                                                      | „Thanks” (고맙다)                       | 19                | 14                | –                 | –                 | –                 | 4                 | –                 | Director's Cut     |
| 2018                                                      | „Oh My!” (어쩌나)                       | 15                | 2                 | –                 | 39                | –                 | 6                 | –                 | You Make My Day    |
| 2018                                                      | „Getting Closer” (숨이 차)              | 86                | 3                 | –                 | –                 | –                 | 5                 | –                 | You Made My Dawn   |
| 2019                                                      | „Home”                                  | 18                | 1                 | –                 | 34                | –                 | 7                 | –                 | You Made My Dawn   |
| 2019                                                      | „Hit”                                   | 64                | 31                | –                 | 20                | –                 | 4                 | –                 | An Ode             |
| 2019                                                      | „Fear” (독 : Fear)                      | 66                | 6                 | –                 | 24                | –                 | 6                 | –                 | An Ode             |
| 2020                                                      | „Left & Right”                          | 8                 | 12                | –                 | 50                | –                 | 8                 | –                 | Heng:garæ          |
| 2020                                                      | „Home;Run”                              | 16                | 29                | –                 | 40                | –                 | 22                | –                 | Semicolon          |
| 2021                                                      | „Ready to Love”                         | 21                | 38                | –                 | 38                | –                 | 5                 | 188               | Your Choice        |
| 2021                                                      | „Rock with You”                         | 6                 | 20                | –                 | 25                | –                 | 5                 | 68                | Attacca            |
| 2022                                                      | „Hot”                                   | 7                 | 11                | –                 | 11                | –                 | 3                 | 91                | Face the Sun       |
| 2022                                                      | „_World”                                | 4                 | 21                | –                 | 20                | –                 | 12                | –                 | Sector 17          |
| 2023                                                      | „Super” (손오공)                        | 3                 | 5                 | –                 | 7                 | 15                | 8                 | 37                | FML                |
| 2023                                                      | „F*ck My Life”                          | 7                 | –                 | –                 | –                 | 40                | –                 | –                 | FML                |
| 2023                                                      | „God of Music” (음악의신)               | 1                 | 2                 | –                 | 14                | 26                | 9                 | 67                | Seventeenth Heaven |
| 2024                                                      | „Maestro”                               | 1                 | 3                 | –                 | 17                | 18                | 5                 | 50                | 17 Is Right Here   |
| Japońskie                                                 |                                         |                   |                   |                   |                   |                   |                   |                   |                    |
| 2018                                                      | „Call Call Call!”                       | –                 | –                 | –                 | 28                | –                 | 16                | –                 | We Make You        |
| 2019                                                      | „Happy Ending”                          | –                 | –                 | 2                 | 2                 | –                 | –                 | –                 | –                  |
| 2020                                                      | „Fallin' Flower” (舞い落ちる花びら)     | –                 | –                 | 1                 | 1                 | –                 | 21                | –                 | –                  |
| 2020                                                      | „24H”                                   | –                 | –                 | –                 | 23                | –                 | –                 | –                 | 24H                |
| 2021                                                      | „Not Alone” (ひとりじゃない)            | –                 | –                 | 1                 | 1                 | –                 | 13                | –                 | Dream              |
| 2021                                                      | „Power of Love” (あいのちから)          | –                 | –                 | 1                 | 2                 | –                 | –                 | –                 | Dream              |
| 2022                                                      | „Dream”                                 | –                 | –                 | –                 | 27                | –                 | –                 | –                 | Dream              |
| 2023                                                      | „Sara Sara”                             | –                 | –                 | –                 | 32                | –                 | –                 | –                 | Always Yours       |
| 2023                                                      | „Ima (Even If the World Ends Tomorrow)” | –                 | –                 | –                 | 30                | –                 | –                 | –                 | Always Yours       |
| Angielskie                                                |                                         |                   |                   |                   |                   |                   |                   |                   |                    |
| 2022                                                      | „Darl+ing”                              | 54                | 42                | –                 | 15                | –                 | –                 | 78                | Face the Sun       |
| „–” oznacza, że singiel nie był notowany na danej liście. |                                         |                   |                   |                   |                   |                   |                   |                   |                    |

### Pozostałe utwory notowane
| Rok                                                       | Tytuł                                     | Najwyższa pozycja | Najwyższa pozycja | Najwyższa pozycja | Album                     |
| Rok                                                       | Tytuł                                     | KOR               | KOR               | US World          | Album                     |
| Rok                                                       | Tytuł                                     | Circle            | Songs             | US World          | Album                     |
| --------------------------------------------------------- | ----------------------------------------- | ----------------- | ----------------- | ----------------- | ------------------------- |
| 2015                                                      | „Fronting” (표정관리)                     | –                 | –                 | 21                | Boys Be                   |
| 2015                                                      | „OMG”                                     | –                 | –                 | 23                | Boys Be                   |
| 2015                                                      | „Rock”                                    | –                 | –                 | 19                | Boys Be                   |
| 2016                                                      | „No F.U.N.”                               | –                 | –                 | 7                 | Love & Letter (Repackage) |
| 2016                                                      | „Healing” (힐링)                          | –                 | –                 | 9                 | Love & Letter (Repackage) |
| 2016                                                      | „Simple”                                  | –                 | –                 | 8                 | Love & Letter (Repackage) |
| 2016                                                      | „Space” (끝이 안보여)                     | –                 | –                 | 15                | Love & Letter (Repackage) |
| 2016                                                      | „Beautiful”                               | 83                | –                 | –                 | Going Seventeen           |
| 2016                                                      | „Lean On Me” (기대)                       | 88                | –                 | –                 | Going Seventeen           |
| 2016                                                      | „Highlight”                               | 90                | –                 | 8                 | Going Seventeen           |
| 2016                                                      | „Smile Flower” (웃음꽃)                   | 99                | –                 | –                 | Going Seventeen           |
| 2017                                                      | „Habit” (입버릇)                          | 85                | 2                 | –                 | Al1                       |
| 2017                                                      | „Swimming Fool”                           | 91                | 3                 | –                 | Al1                       |
| 2017                                                      | „Crazy in Love”                           | 95                | 4                 | –                 | Al1                       |
| 2017                                                      | „IF I”                                    | –                 | 5                 | –                 | Al1                       |
| 2017                                                      | „MY I”                                    | –                 | 6                 | –                 | Al1                       |
| 2017                                                      | „Without You” (모자를 눌러 쓰고)          | 64                | 6                 |                   | Teen, Age                 |
| 2017                                                      | „Change Up”                               | 75                | 7                 | 12                | Teen, Age                 |
| 2017                                                      | „Pinwheel” (바람개비)                     | 77                | 8                 | –                 | Teen, Age                 |
| 2017                                                      | „Campfire” (캠프파이어)                   | 83                | 10                | –                 | Teen, Age                 |
| 2017                                                      | „Bring It” (날 쏘고 가라)                 | 95                | 13                | –                 | Teen, Age                 |
| 2017                                                      | „Hello”                                   | 97                | 11                | –                 | Teen, Age                 |
| 2017                                                      | „Trauma”                                  | 98                | 12                | 15                | Teen, Age                 |
| 2017                                                      | „Lilili Yabbay” (13월의 춤)               | –                 | 14                | 20                | Teen, Age                 |
| 2017                                                      | „Flower”                                  | –                 | 15                | –                 | Teen, Age                 |
| 2017                                                      | „Rocket”                                  | –                 | 16                | –                 | Teen, Age                 |
| 2018                                                      | „Run to You” (지금 널 찾아가고 있어)      | 83                | 83                | –                 | Director's Cut            |
| 2018                                                      | „Thinkin' About You”                      | 87                | –                 | –                 | Director's Cut            |
| 2018                                                      | „Fallin' for U”                           | –                 | –                 | –                 | Director's Cut            |
| 2018                                                      | „Holiday”                                 | 82                | 5                 | –                 | You Make My Day           |
| 2018                                                      | „Our Dawn Is Hotter Than Day”             | 83                | 6                 | –                 | You Make My Day           |
| 2018                                                      | „Come to Me” (나에게로 와)                | 96                | 7                 | –                 | You Make My Day           |
| 2019                                                      | „Good to Me”                              | 80                | 2                 | –                 | You Made My Dawn          |
| 2019                                                      | „Hug” (포옹)                              | 91                | 4                 | –                 | You Made My Dawn          |
| 2019                                                      | „Chilli” (칠리)                           | 109               | –                 | –                 | You Made My Dawn          |
| 2019                                                      | „Shhh”                                    | 114               | –                 | –                 | You Made My Dawn          |
| 2019                                                      | „Lie Again” (거짓말을 해)                 | 138               | 36                | –                 | An Ode                    |
| 2019                                                      | „Let Me Hear You Say”                     | 158               | 38                | –                 | An Ode                    |
| 2019                                                      | „Snap Shoot”                              | 159               | –                 | –                 | An Ode                    |
| 2019                                                      | „247”                                     | 165               | –                 | –                 | An Ode                    |
| 2019                                                      | „Second Life”                             | 166               | 42                | –                 | An Ode                    |
| 2019                                                      | „Happy Ending” (Korean version)           | 196               | –                 | –                 | An Ode                    |
| 2020                                                      | „Fearless”                                | 105               | 52                | –                 | Heng:garæ                 |
| 2020                                                      | „I Wish” (좋겠다)                         | 82                | 45                | –                 | Heng:garæ                 |
| 2020                                                      | „My My”                                   | 63                | 38                | –                 | Heng:garæ                 |
| 2020                                                      | „Kidult” (어른 아이)                      | 91                | 46                | –                 | Heng:garæ                 |
| 2020                                                      | „Together” (같이 가요)                    | 101               | 47                | –                 | Heng:garæ                 |
| 2020                                                      | „All My Love” (겨우)                      | 119               | –                 | –                 | Semicolon                 |
| 2020                                                      | „Do Re Mi” (도레미)                       | 123               | –                 | –                 | Semicolon                 |
| 2020                                                      | „Hey Buddy”                               | 134               | –                 | –                 | Semicolon                 |
| 2020                                                      | „Light a Flame” (마음에 불을 지펴)        | 139               | –                 | –                 | Semicolon                 |
| 2020                                                      | „Ah! Love”                                | 140               | –                 | –                 | Semicolon                 |
| 2021                                                      | „Heaven's Cloud”                          | 135               | 88                | 18                | Your Choice               |
| 2021                                                      | „Anyone”                                  | 131               | –                 | 19                | Your Choice               |
| 2021                                                      | „Gam3 Bo1”                                | 182               | –                 | –                 | Your Choice               |
| 2021                                                      | „Wave”                                    | 191               | –                 | –                 | Your Choice               |
| 2021                                                      | „Same Dream, Same Mind, Same Night”       | 177               | –                 | –                 | Your Choice               |
| 2021                                                      | „To You” (소용돌이)                       | 93                | –                 | 15                | Attacca                   |
| 2021                                                      | „Crush”                                   | 99                | 94                | 19                | Attacca                   |
| 2021                                                      | „Pang!”                                   | 122               | –                 | –                 | Attacca                   |
| 2021                                                      | „Imperfect Love” (매일 그대라서 행복하다) | 104               | –                 | 22                | Attacca                   |
| 2021                                                      | „I Can't Run Away” (그리워하는 것까지)    | 116               | –                 | 25                | Attacca                   |
| 2021                                                      | „2 Minus 1”                               | 124               | –                 | 18                | Attacca                   |
| 2022                                                      | „Don Quixote”                             | 96                | –                 | 14                | Face the Sun              |
| 2022                                                      | „March”                                   | 108               | –                 | –                 | Face the Sun              |
| 2022                                                      | „Domino”                                  | 105               | –                 | –                 | Face the Sun              |
| 2022                                                      | „Shadow”                                  | 111               | –                 | 15                | Face the Sun              |
| 2022                                                      | „Bout You” (노래해)                       | 115               | –                 | –                 | Face the Sun              |
| 2022                                                      | „If You Leave Me”                         | 127               | –                 | –                 | Face the Sun              |
| 2022                                                      | „Ash”                                     | 134               | –                 | –                 | Face the Sun              |
| 2022                                                      | „Circles” (돌고 돌아)                     | 96                | –                 | –                 | Sector 17                 |
| 2022                                                      | „Fallin' Flower” (Korean version)         | 99                | –                 | –                 | Sector 17                 |
| 2022                                                      | „Cheers”                                  | 100               | –                 | –                 | Sector 17                 |
| 2023                                                      | „Fire”                                    | 64                | –                 | –                 | FML                       |
| 2023                                                      | „I Don't Understand but I Luv U”          | 67                | –                 | –                 | FML                       |
| 2023                                                      | „Dust” (먼지)                             | 44                | –                 | –                 | FML                       |
| 2023                                                      | „April Shower”                            | 61                | –                 | –                 | FML                       |
| 2023                                                      | „SOS”                                     | 53                | –                 | –                 | Seventeenth Heaven        |
| 2023                                                      | „Diamond Days”                            | 65                | –                 | –                 | Seventeenth Heaven        |
| 2023                                                      | „Back 2 Back”                             | 73                | –                 | –                 | Seventeenth Heaven        |
| 2023                                                      | „Monster”                                 | 68                | –                 | –                 | Seventeenth Heaven        |
| 2023                                                      | „Yawn” (하품)                             | 75                | –                 | –                 | Seventeenth Heaven        |
| 2023                                                      | „Headliner”                               | 77                | –                 | –                 | Seventeenth Heaven        |
| „–” oznacza, że singiel nie był notowany na danej liście. |                                           |                   |                   |                   |                           |